# Kungshatt

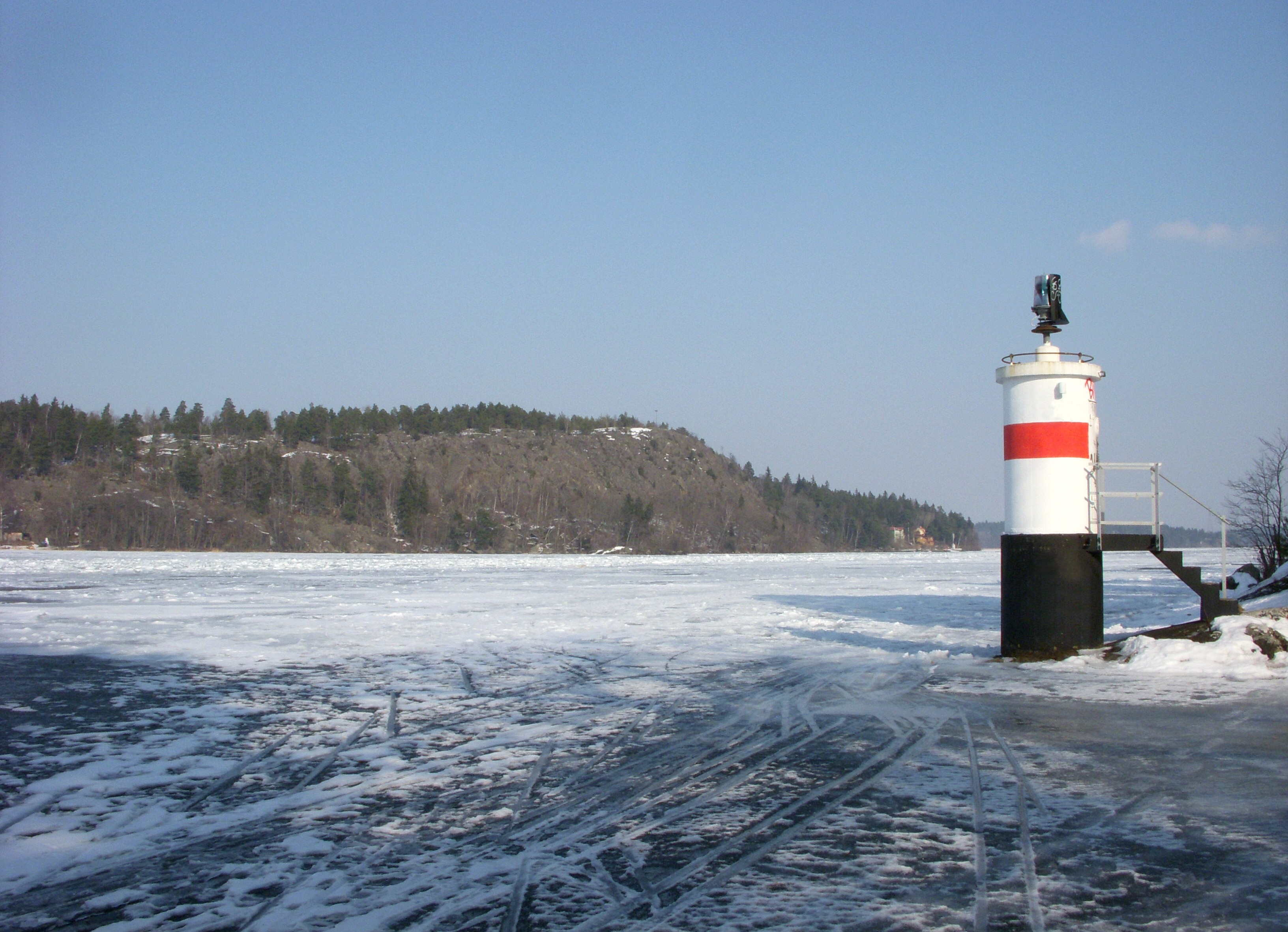
Kungshatt från sydost med fyren Sätra.

Kungshatt är en ö belägen i östra Mälaren och ligger i Lovö socken i Ekerö kommun. Kungshatt gränsar med sin södra sida mot Fiskarfjärden, med sin västra sida mot Lovön i Ekerö kommun och med sin sydöstra sida mot Sätra i Stockholms kommun. Namnet härrör från sagokungen Erik Väderhatt som här under en flykt tappade sin hatt. Enligt sagan kunde Erik Väderhatt styra vindarna genom att vrida på sin hatt.
Kungshatt är troligen identisk med den ö som under 1500-talet kallas Serszöön. 1531 bytte kronan till sig en utjord på Serszöön från byn Norrby på Lovön, och 1556 fick bönderna i Söderby reducerad skatt för att Serszöön, där de haft ängar, lagts till kungsgården Glia.

## Kungshatts gård

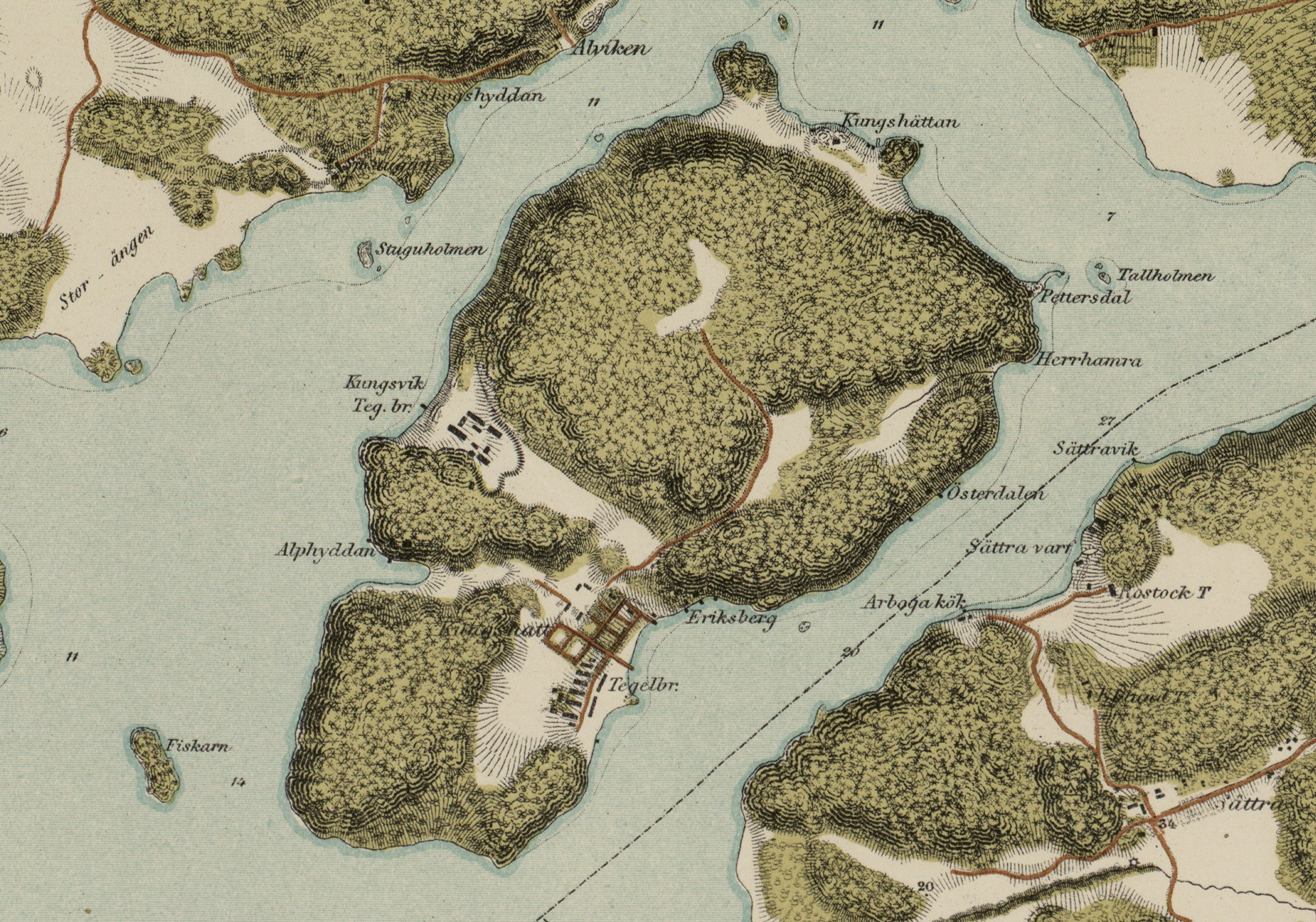
Kungshatt och Sätra 1861.

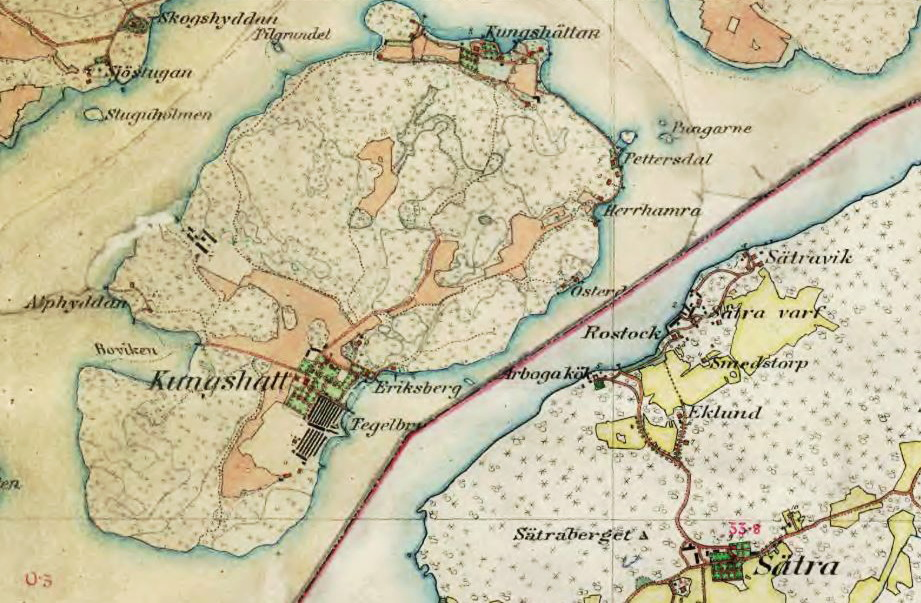
Kungshatt och Sätra 1900.

Största gården på Kungshatt var Kungshatts gård som omnämns på 1680-talet som Kungshatts säteri. Dåvarande ägaren var riksrådet Didrik Wrangel. Här tillbringade Hedvig Taube, kung Fredrik I:s älskarinna, sina somrar i början av 1700-talet. Till gården hörde en praktfull, korsformad lindallé som än idag finns kvar. Gårdens trädgårdsanläggning är numera till större delen igenvuxen. 
Själva gårdsbebyggelsen, som idag består av två flyglar, är belägen på en flack strandsluttning vid en vik på sydöstra delen av ön. Husen är anspråkslösa och har byggts om och delats upp på flera lägenheter och härrör sannolikt från 1700-talet. Fasadernas nuvarande utseende tillkom troligen på 1800-talet.

## Sagan om Konungens hatt
Sedan början av 1600-talet har det suttit en hatt på en stång på Kungshattklippans högsta punkt; det var ett välkänt sjömärke. Under Karl XI:s tid ersattes trähatten med en av plåt. Därefter förnyades hatten flera gånger, åren 1737, 1782, 1911. 
Hatten kom att ge upphov till ett flertal legender om att någon sagokung, bland annat om Erik Väderhatt, skulle ha tappat sin hatt här. Enligt sägnen lyckades han undkomma fiender när han tvingades till häst kasta sig utför Kungshatts branta klippor. Han klarade sig för hästen kunde simma, men han tappade sin hatt uppe på klippan. Sägen kom att behandlas av Karl August Nicander i en dikt i Runor 1824, vilket kom att sprida traditionen. Leonard Bygdén försökte föra fram teorin att händelsen skulle vara baserad på händelser under 1497, då Sten Sture undkom danskarna genom att rida ut i Norrström.
Den sjätte hatten var av koppar och invigdes den 2 juli 1925 av revykungen Emil Norlander, som hade sitt sommarnöje på ön. Nuvarande hatt kom upp i september 1996, den mäter 1,6 meter över brättena. Kungshatt var tidigare en del av en bevakningskedja med vårdkasar längs farleden från Stockholms skärgård in mot Birka.

## Kungshatts tegelbruk

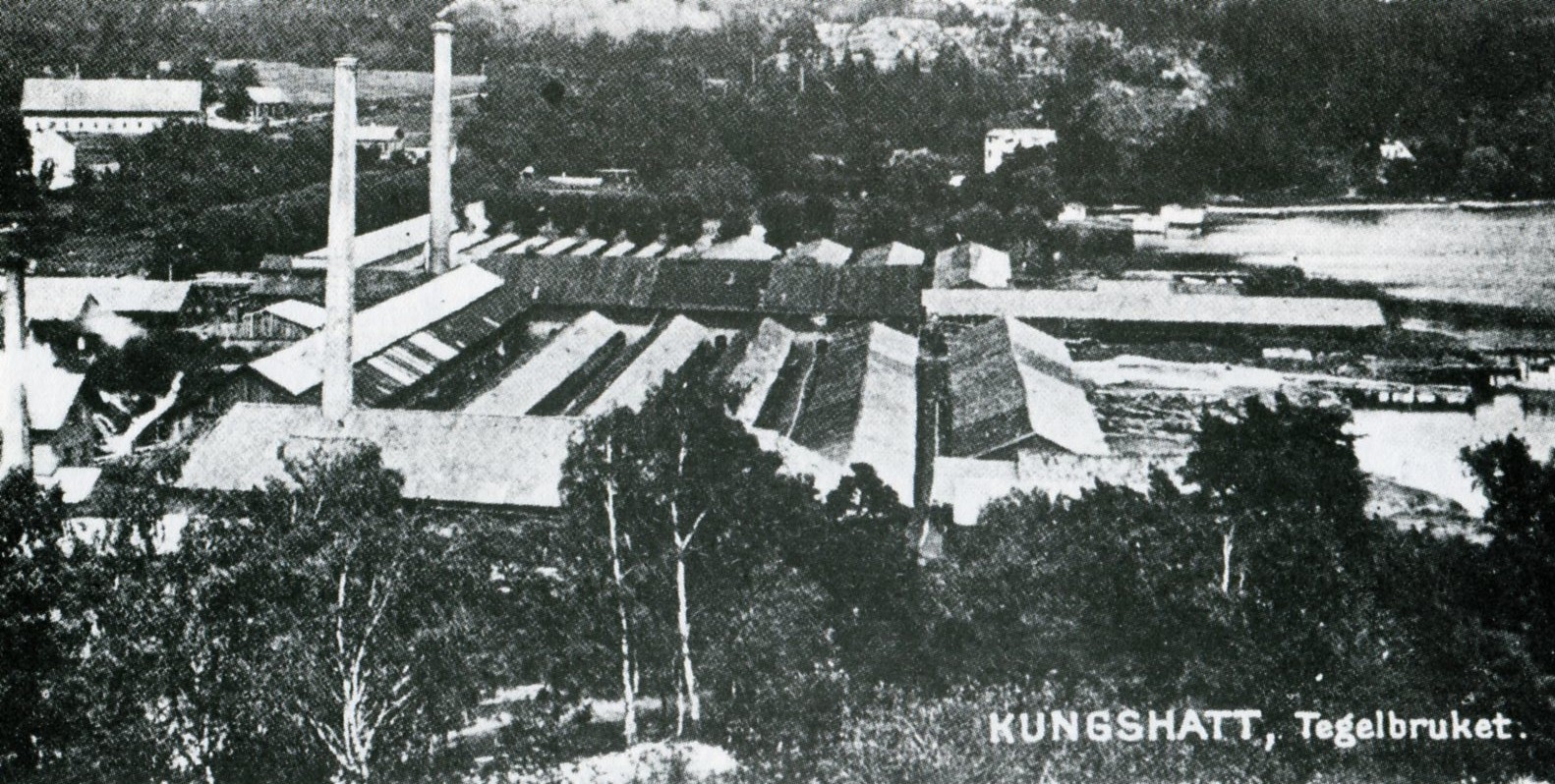
Kungshatts tegelbruk före 1947.

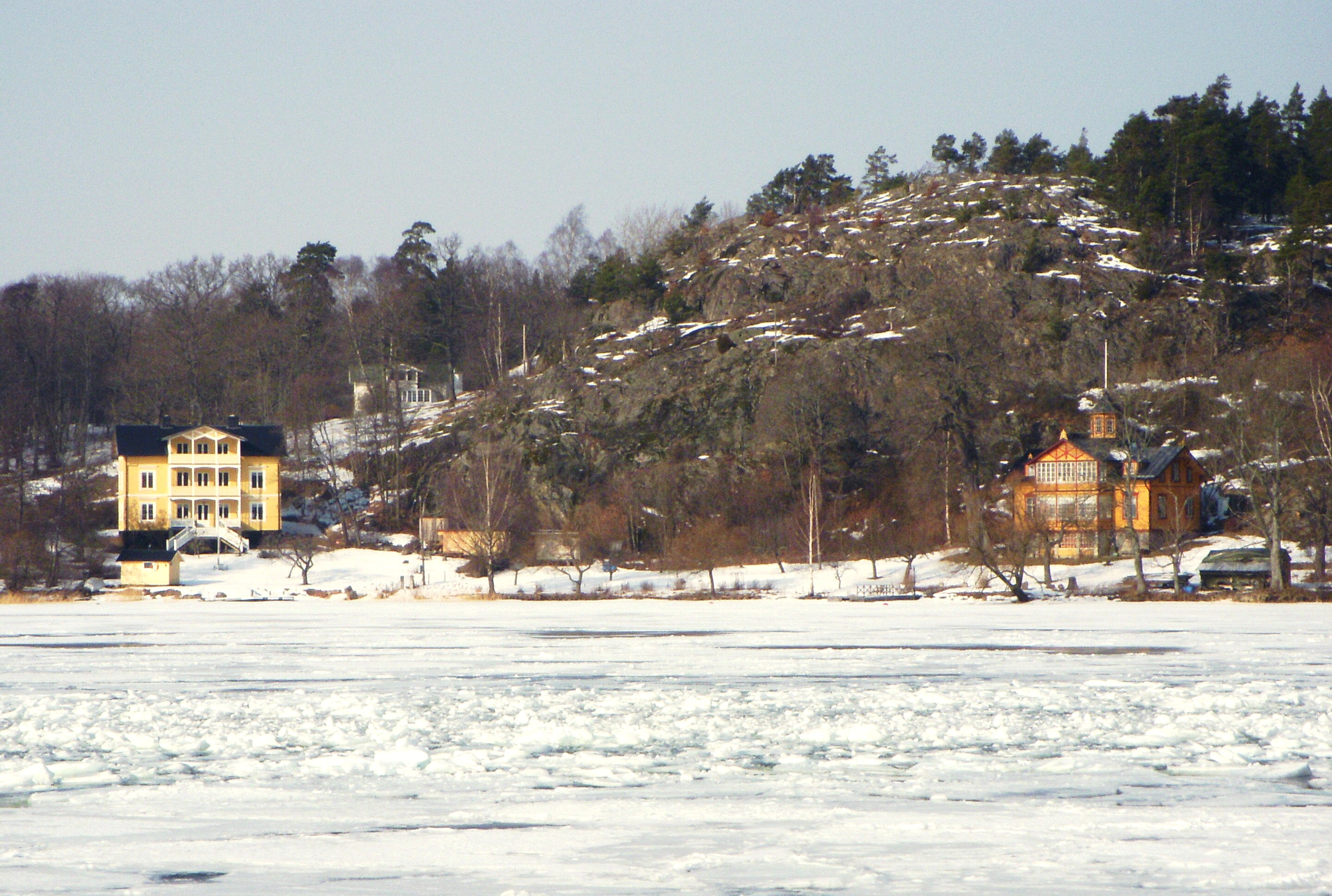
Villorna "Eriksberg" och "Paulsro".

På Kungshatt fanns tre tegelbruk: Kungshatt, Kungsvik och Kungshättan. Kungshatt var ett av Stockholmstraktens största tegelbruk. Bruket anlades före 1815 som gårdsbruk till Kungshatts gård och hade sin glansperiod i samband med Stockholms kraftiga tillväxt och byggexpansion under 1800-talets andra hälft. 
Det moderna bruket uppfördes troligen år 1903, då Kungshatts Tegel & Transport AB grundades. Vid 1900-talets början tillverkades cirka fyra miljoner murtegel med en arbetsstyrka av omkring 100 man. Leran till bränning av murtegel togs på sommaren och sanden kom från Ekeröns sandås. Själva bränningen skedde fram till jul och på våren transporterades teglen på pråmar till Stockholm. Pråmarna byggdes och reparerades på det närbelägna Sätra varv och transporterna utfördes bland annat av Stockholms Transport- och Bogseringsaktiebolag (T&B) pråmflotta. 
Anläggningen moderniserades 1929 med nya maskiner. Kring slutet av 1940-talet tog leran slut och man planerade att lägga ner verksamheten 1948. Bruket eldhärjades dock den 17 september 1947 och eftersom man inte larmade närmaste brandkår brann bruket ner till grunden.
Vid stranden kvarstår två villor, Eriksberg och Paulsro, som beboddes av brukets kamrer respektive av tegelmästare. Båda husen uppfördes omkring 1880 och har en tidstypisk arkitektur med omfattande lövsågerier och verandor i flera våningar.

## Kungshatt idag
Kungshatt har en area på 1,9 km² och färre än 20 bofasta men många fritidshus (140 bebyggda tomter). Ön har fem grupper med bebyggelse. Dessa är i storleksordning: Kungshättan, Nya Kungshatt, Kungsborg, Herrhamn och Eriksberg. På grund av att ön saknar bro eller bilfärja är vägarna bilfria. Kungshättans brygga (belägen på nordöstra sidan) trafikeras hela året av SL:s båtlinje 89. Under sommarhalvåret trafikerar Strömmas Drottningholmslinje bryggorna Kungshättan, Nya Kungshatt (beläget på sydvästra sidan) samt Kungsborg (beläget på västra sidan). Kungsborg vetter mot Lovön. Kungsborg hette tidigare Kungsvik. Fastigheten Kungshatt 3 Kungsvik har avsöndrats från huvudfastigheten Kungshatt 1:1 och köptes av J.E Andersson 1882. Därefter fick fastigheterna ny beteckning Kungshatt 1:9 och Kungshatt 1:15 och ägdes av Ellen Utterström. Den 15 januari 1931 inleddes arbete med avstyckningar i syfte att skapa ett sommarstugeområde vid Kungsvik i samband med detta bytte området namn till Kungsborg. Ett antal nya fastigheter bildades den 11 maj 1932. Vägar, stränder och en äng kvarstod i ursprungsfastigheterna.  Ellen Utterström testamenterade sitt hus inklusive kvarvarande vägar, stränder och äng till sin jungfru Evy Andersson. Sölve och Alice Amberg förvärvade fastigheterna 1:9 och 1:15 i samband med köp av Ellen Utterströms eget sommarnöje. Idag ägs fastigheterna 1:9 och 1:15 av Sölve och Alice arvingar. Till skillnad från andra liknande sommarstugeområden finns ingen samfällighetsförening som äger och förvaltar vägar och stränder på Kungsborg. Stränder ängar och vägar är än i dag privat ägda. Nuvarande ägare uppdrog åt Lantmäteriet att genomföra särskild gränsutmärkning 2019. 
En av de mera kända villorna är tornvillan Paulsro, belägen vid öns västra strand. Namnet härrör från villans första ägare källarmästaren Nicolaus Paulsson, som 1878 lät bygga huset med punschveranda och snickarglädje. Efter Paulsson ägdes villan av grosshandlare Theodor Fürth. Han nyttjade huset som sommarnöje fram till 1939, då tegelmästaren vid det närbelägna tegelbruket, Charley Andersson, tog över tornvillan. Paulsro har även varit centrum för många musikkulturella evenemang.

## Bilder

Bebyggelsen
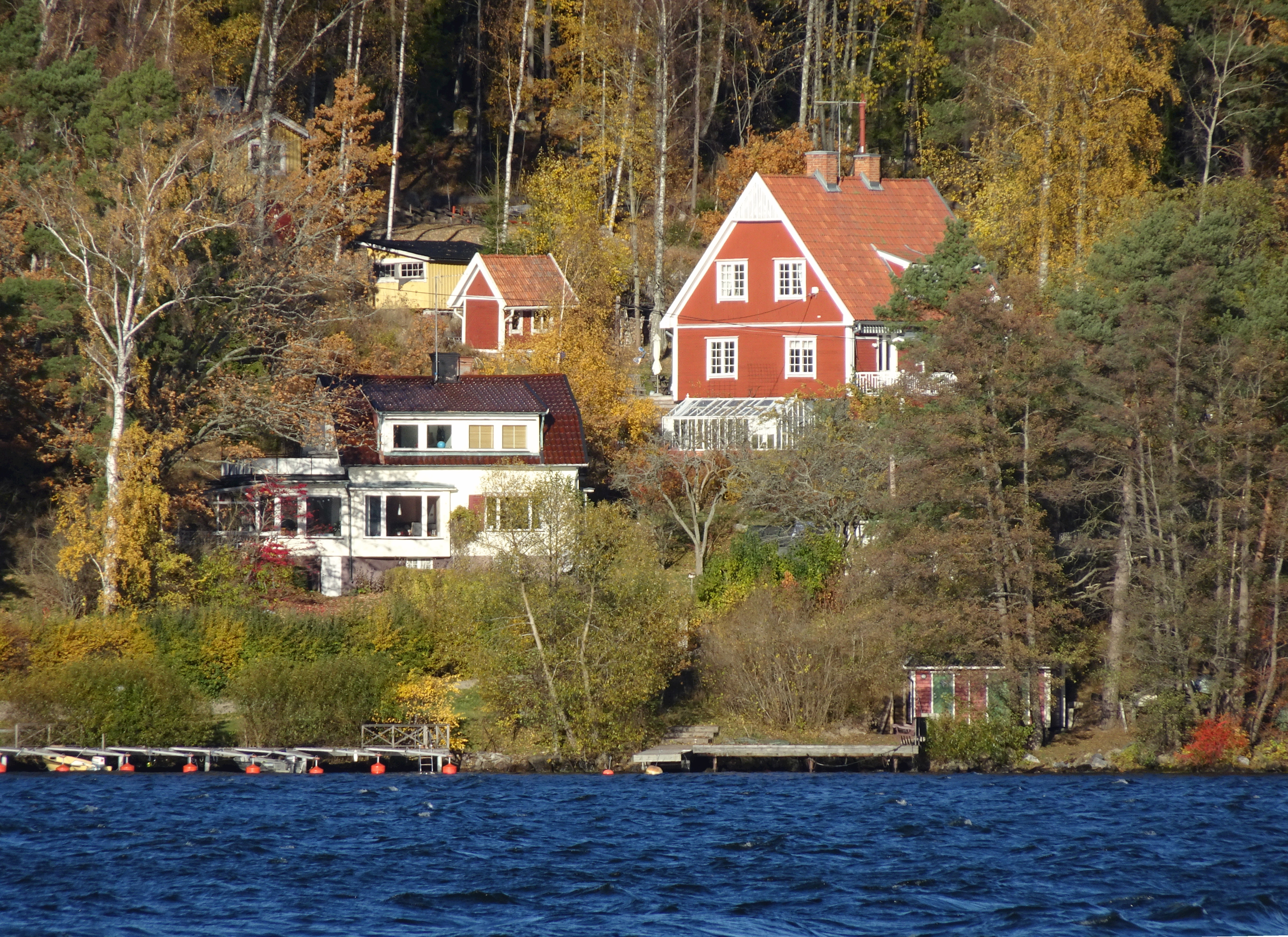
Bebyggelsen på sydöstra sidan.
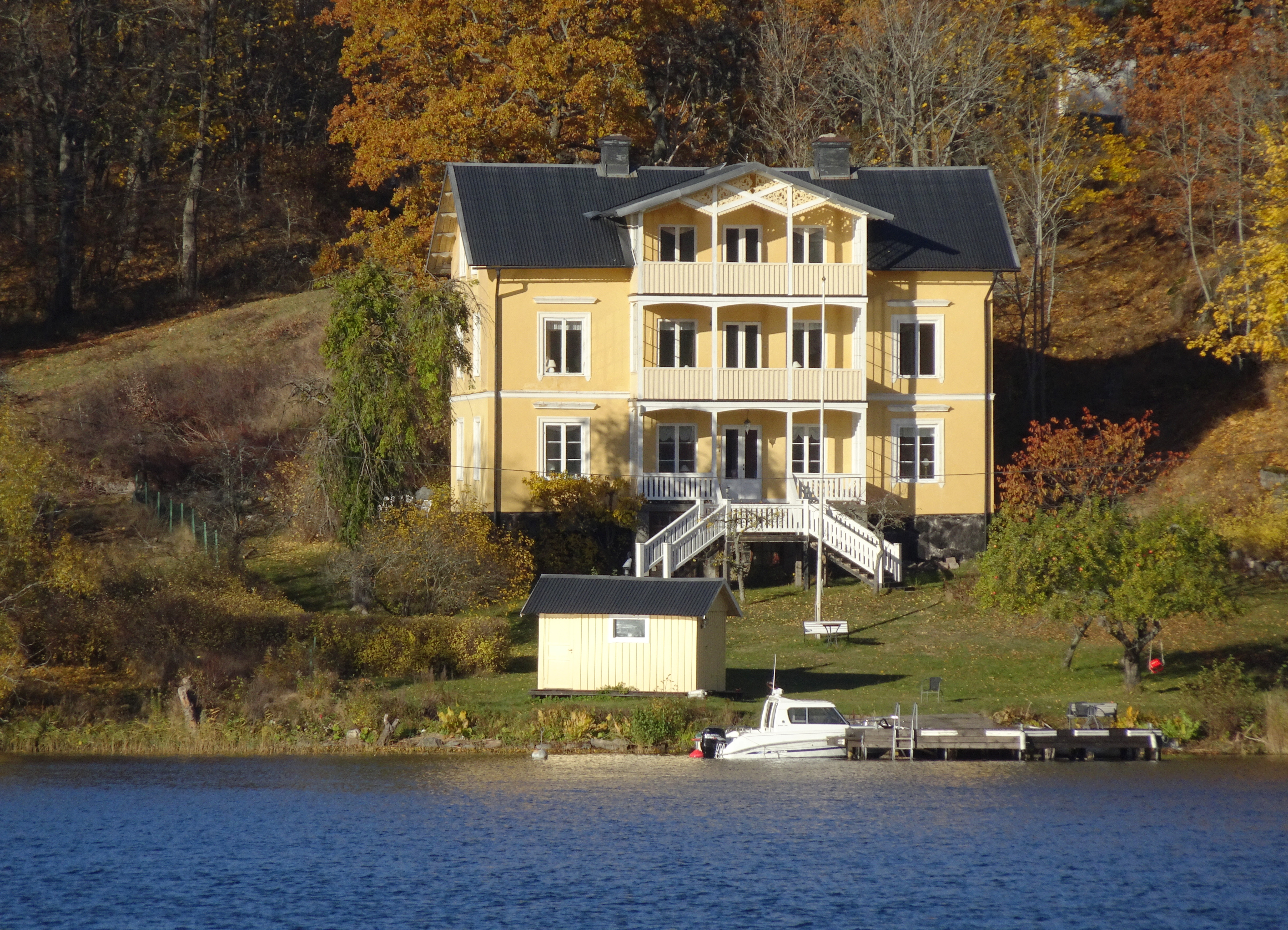
Villa "Eriksberg".
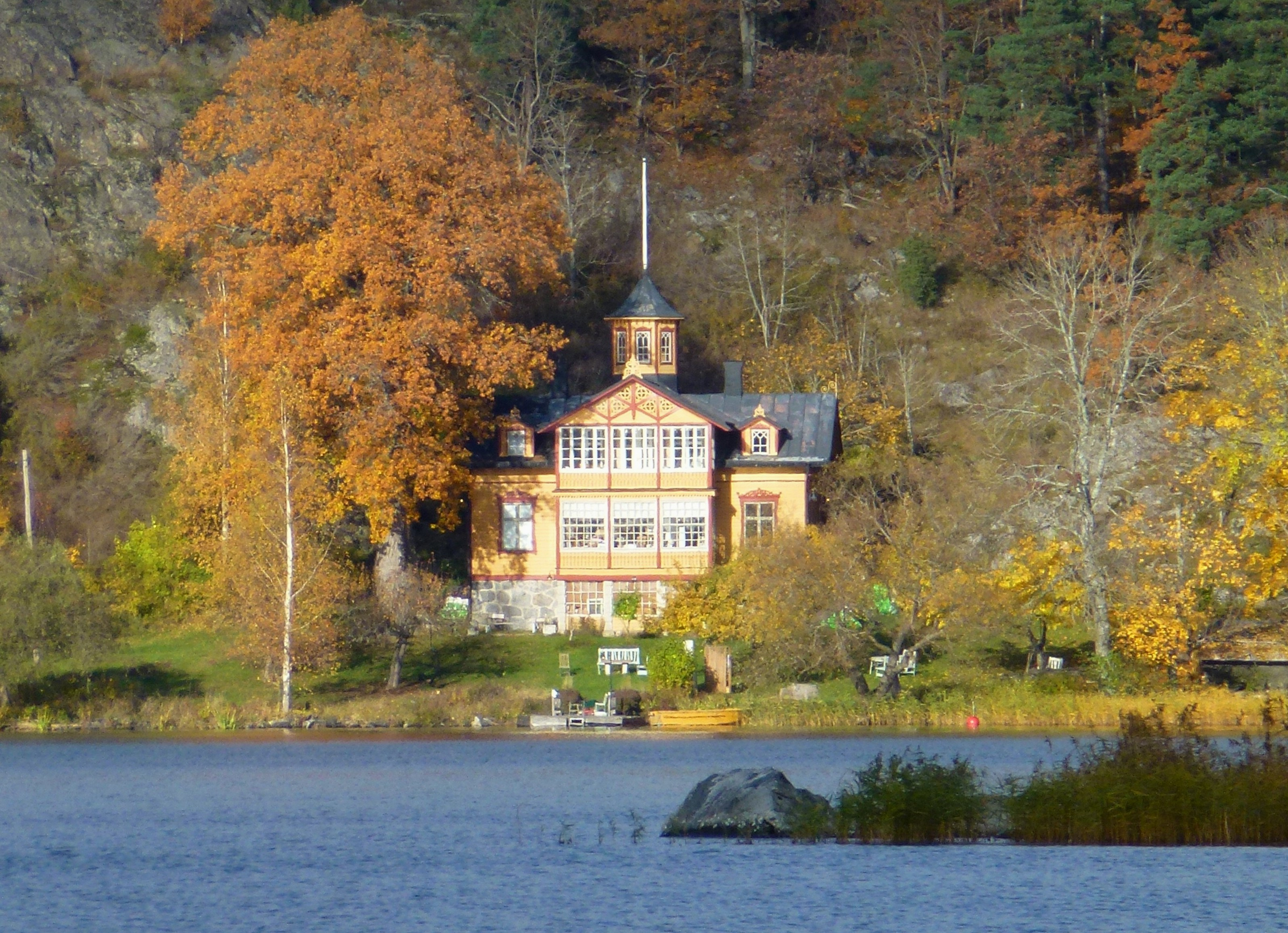
Villa "Paulsro".
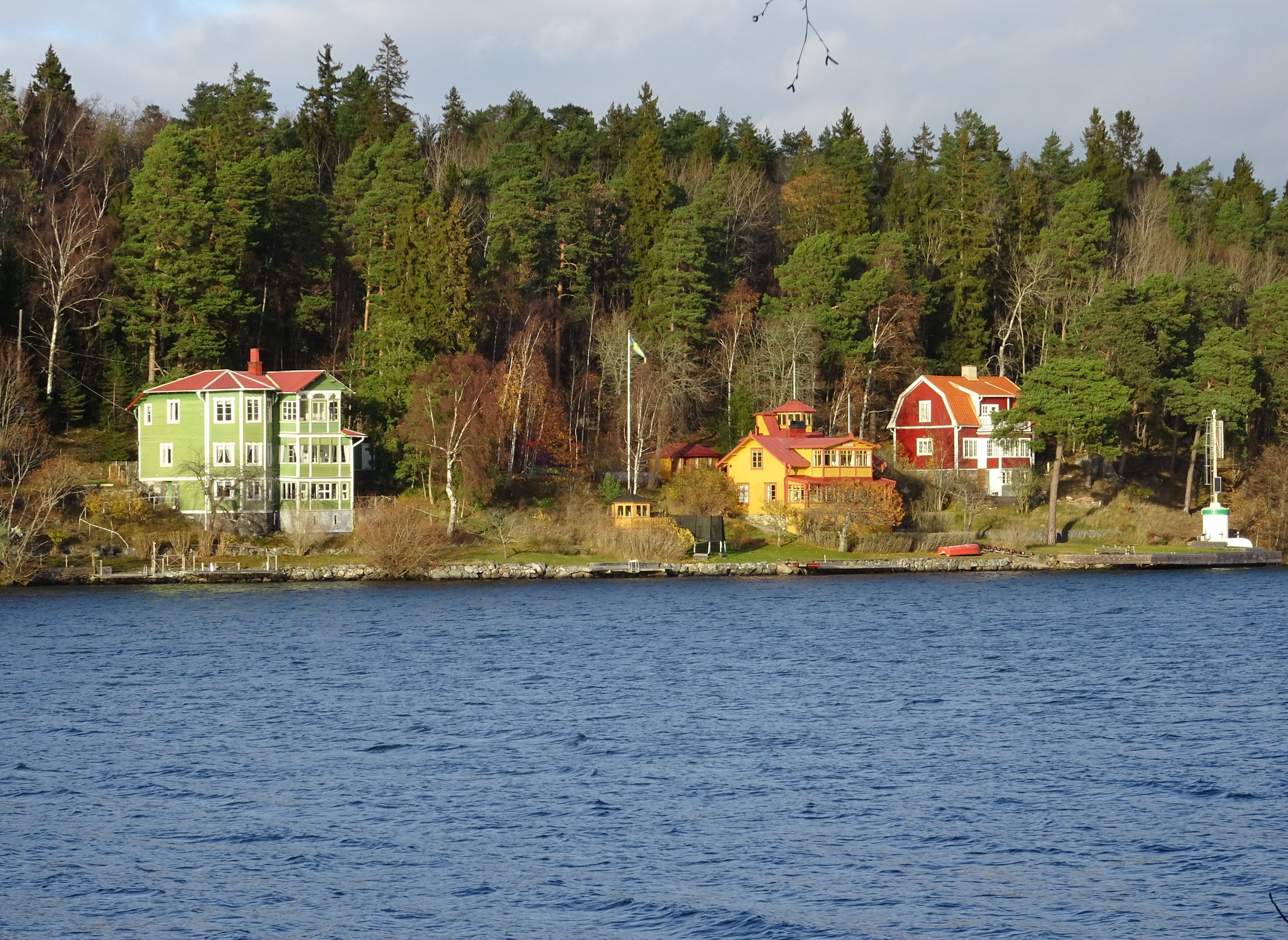
"Nissero" med Kungshatt fyr till höger.

Omgivningen
Kungshatt från sydväst.
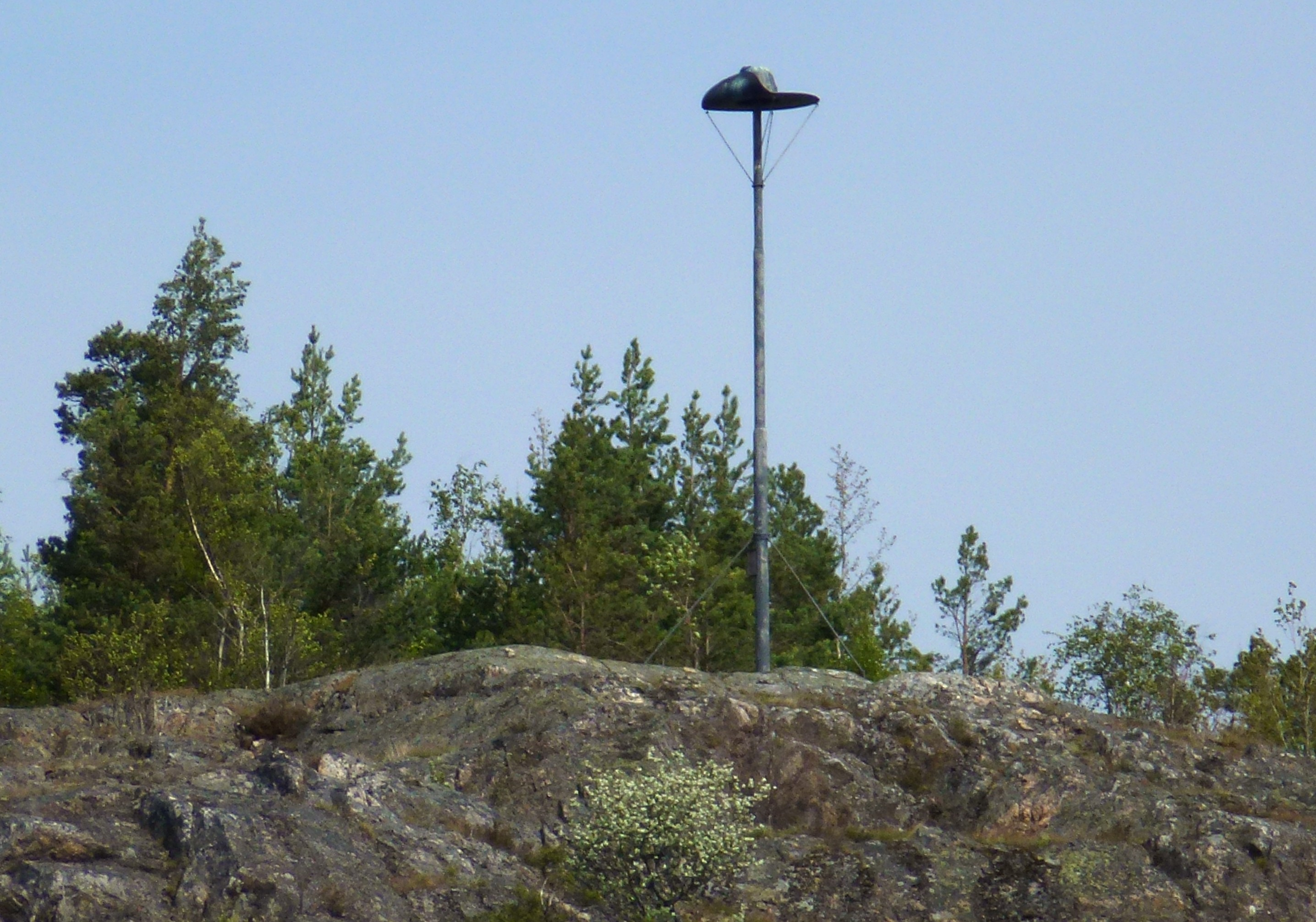
Kungens hatt på stången.
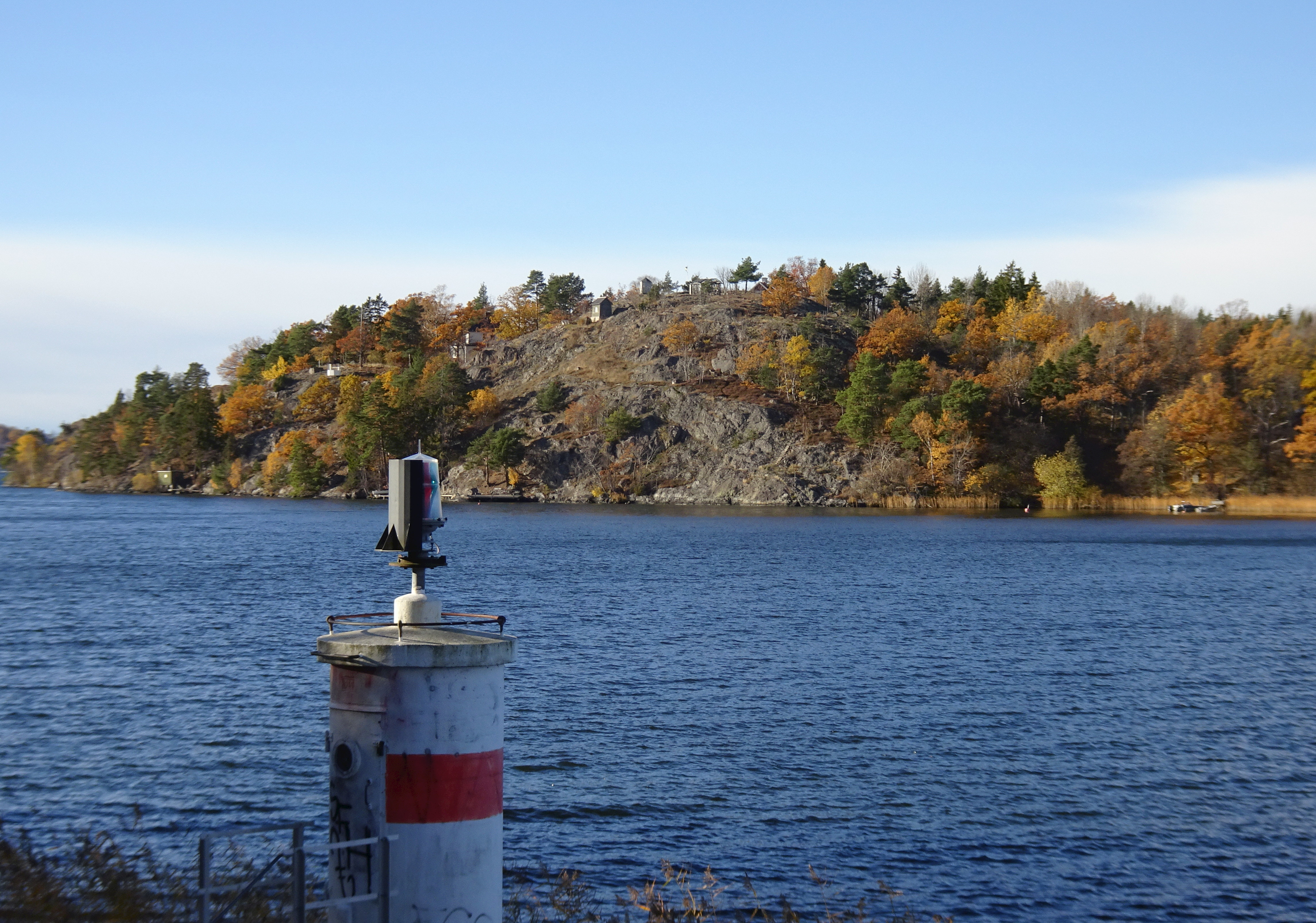
Kungshatt från nordost.
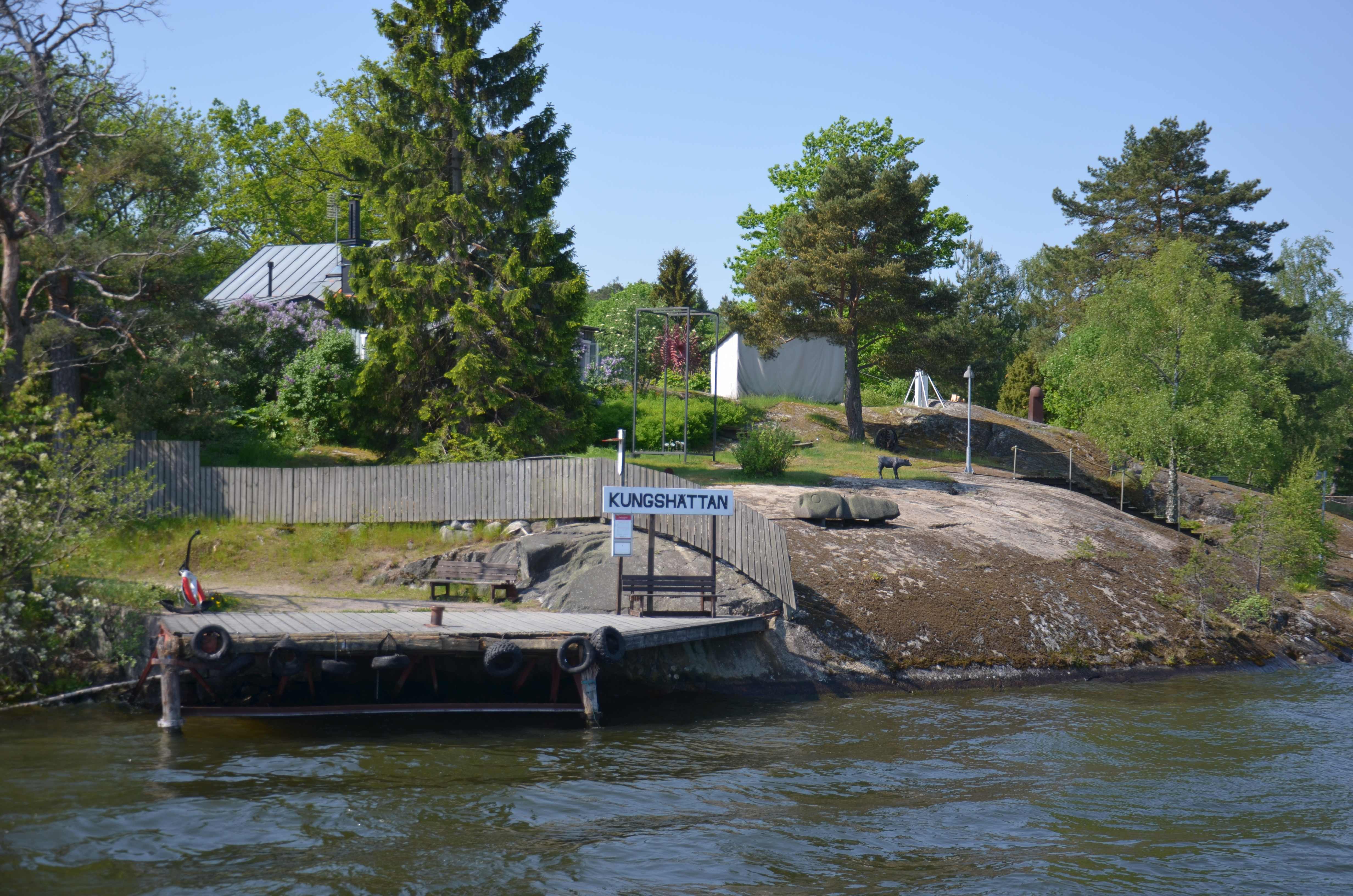
Kungshättans brygga.

### Fotnoter
1. ↑  Det medeltida Sverige 1:7 Attundaland
2. ↑  Stockholms läns museum: Kungshatts tegelbruk. Arkiverad 15 november 2017 hämtat från the Wayback Machine.
3. ↑  Carlquist, Gunnar, red (1933). Svensk uppslagsbok. Bd 16. Malmö: Svensk Uppslagsbok AB. sid. 312-13
4. ↑  Tegelbruk, Sveriges Tegelindustriförening (1987), s. 40. ISBN 91-7192-703-4
5. ↑  ”Lantmäteriet – vi känner till varenda plats i Sverige.”. Lantmateriet.se. https://www.lantmateriet.se/. Läst 5 oktober 2019.